# Polistes oculatus
Polistes oculatus är en getingart som beskrevs av Smith 1857. Polistes oculatus ingår i släktet pappersgetingar, och familjen getingar. Inga underarter finns listade i Catalogue of Life.